# Església de Sant Bartomeu Sesgorgues
L'Església de Sant Bartomeu Sesgorgues és una església amb elements romànics i barrocs de Tavertet (Osona) inclosa a l'Inventari del Patrimoni Arquitectònic de Catalunya.

## Descripció
El conjunt que formen l'església de Sant Bartomeu de Sesgorgues i cementiri es troben aïllats en un pla sobre uns espadats. És una capella de planta de nau única i capelles laterals, amb un absis semicircular molt més estret que l'amplada de la nau. La nau és coberta amb volta de canó en el tram pròxim a la capçalera i continua amb volta apuntada cap a ponent. L'absis és llis i presenta una única obertura de doble esqueixada. L'accés es troba a la banda de ponent amb un portal d'arc de mig punt amb la particularitat que aquest està format per una única pedra, té una finestra rectangular al damunt i el capcer és coronat per un campanar d'espadanya reconvertit en torre. Les dues capelles formen una mena de transsepte i al costat de migdia trobem també la sagristia.

## Història
Les primeres notícies de la parròquia daten del segle xi i estan relacionades amb el mas veí Vilar o Desvilar. Es parla sempre de Sant Bartomeu Gorga i Ça Gorga no apareix en plural fins als segle xviii. Fou parròquia independent fins al 1450 que s'uní en qualitat de sufragània a Sant Martí de Sescorts d'on se separà a darreries del segle xix i s'establiren nous límits parroquials. Per documentació anteriors a la despoblació del segle xiv, sabem que tenia els següents masos: Desvilar, Arau, Tresserra, Carbonell, Nofre, Duran, Pasqual, Mierons, Pujol, Marcús, Jonquer, Casacuberta, Conques, Sentfores i cinc o sis masos més que en desconeixem el nom. Al segle xvi en va rebre més: Vilaret, Llobet, Verders, Sarriera. Alguns dels masos aquí esmentats han desaparegut.